# Maksym Paszajew
Maksym Wahifowycz Paszajew (ukr. Максим Вагіфович Пашаєв; ur. 4 stycznia 1988 w mieście Krasnyj Łucz w obwodzie ługańskim, Ukraińska SRR, zm. 12 grudnia 2008 w Hradyźk, obwodzie połtawskim, Ukraina) – ukraiński piłkarz grający na pozycji obrońcy lub pomocnika.

## Kariera piłkarska

### Kariera klubowa
Jego ojciec Wahif pochodzenia azerskiego. Wychowanek klubu Atłant Krzemieńczuk. Pierwszy trener Serhij Muradian. W 2002 został razem ze swoim bratem bliźniakiem Pawłem Paszajewym i Dmytrem Lopą zaproszony do Dnipra Dniepropetrowsk, a w 2004 debiutował w drużynie rezerwowej. W sezonie 2007/08 został wypożyczony do Krywbasa Krzywy Róg. Latem 2008 powrócił do Dnipra. 12 grudnia 2008 roku rozbił się w wypadku samochodowym na drodze około miejscowości Hradyźk. Lekarze próbowali ratować jego życie, ale następnego dnia zmarł w szpitalu.

## Kariera reprezentacyjna
Rozpoczynał w reprezentacji Ukrainy U-17, potem występował w juniorskiej i młodzieżowej reprezentacji Ukrainy. Był kapitanem "młodzieżówki".

## Sukcesy i odznaczenia

### Sukcesy indywidualne
- wybrany do listy 33 najlepszych piłkarzy roku na Ukrainie: 2007 (nr 3)